# Ciclismo nos Jogos Pan-Americanos de 2023 - Corrida em estrada masculina
A prova da corrida em estrada masculina do ciclismo nos Jogos Pan-Americanos de 2023 foi disputada em 29 de outubro de 2023 nas ruas de Santiago, com largada e chegada na Plaza de la Aviación, em Providencia. Um total de 42 ciclistas de 16 Comitês Olímpicos Nacionais (CON) participaram do evento.

## Calendário
Horário local (UTC−3).
| Data          | Hora  | Fase  |
| ------------- | ----- | ----- |
| 29 de outubro | 13:00 | Final |

## Medalhistas
| Ouro   | ECU Jhonatan Narváez  |
| Prata  | ARG Eduardo Sepúlveda |
| Bronze | URU Eric Fagúndez     |

## Resultados
Os competidores fazem uma largada coletiva e os que completaram o percurso de 157,5 quilômetros mais rapidamente definiram os medalhistas.
| Pos.              | Ciclista            | CON                                 | Tempo   | Dif.   |
| ----------------- | ------------------- | ----------------------------------- | ------- | ------ |
| Medalha de ouro   | Jhonatan Narváez    | ECU Equador                         | 3:37.56 |        |
| Medalha de prata  | Eduardo Sepúlveda   | ARG Argentina                       | 3:37.57 | +0:01  |
| Medalha de bronze | Eric Fagúndez       | URU Uruguai                         | 3:37.57 | +0:01  |
| 4                 | Martín Vidaurre     | CHI Chile                           | 3:37.57 | +0:01  |
| 5                 | Nicolas Sessler     | BRA Brasil                          | 3:37.57 | +0:01  |
| 6                 | Orluis Aular        | VEN Venezuela                       | 3:37.58 | +0:02  |
| 7                 | Richard Carapaz     | ECU Equador                         | 3:38.02 | +0:06  |
| 8                 | Riley Pickrell      | CAN Canadá                          | 3:41.08 | +3:12  |
| 9                 | Víctor Ocampo       | COL Colômbia                        | 3:43.22 | +5:26  |
| 10                | Laureano Rosas      | ARG Argentina                       | 3:43.35 | +5:39  |
| 11                | Hugo Ruiz           | PER Peru                            | 3:46.08 | +8:12  |
| 12                | Bolivar Espinosa    | PAN Panamá                          | 3:46.14 | +8:16  |
| 13                | Héctor Quintana     | CHI Chile                           | 3:46.16 | +8:20  |
| 14                | Conor White         | BER Bermudas                        | 3:46.16 | +8:20  |
| 15                | Tomás Contte        | ARG Argentina                       | 3:46.17 | +8:21  |
| 16                | Leangel Linarez     | VEN Venezuela                       | 3:46.19 | +8:23  |
| 17                | Christopher Ernst   | CAN Canadá                          | 3:46.24 | +8:28  |
| 18                | Roderyck Asconeguy  | URU Uruguai                         | 3:46.33 | +8:37  |
| 19                | Vicente Rojas       | CHI Chile                           | 3:46.07 | +9:11  |
| 20                | Rúben Ramos         | ARG Argentina                       | 3:47.08 | +9:12  |
| 21                | Kacio Freitas       | BRA Brasil                          | 3:48.02 | +10:06 |
| 22                | Ulises Castillo     | MEX México                          | 3:48.07 | +10:11 |
| 23                | Sebastián Brenes    | CRC Costa Rica                      | 3:48.29 | +10:33 |
| 24                | Kaden Hopkins       | BER Bermudas                        | 3:48.29 | +10:33 |
| 25                | Caio Ormenese       | BRA Brasil                          | 3:48.29 | +10:33 |
| 26                | Campbell Parrish    | CAN Canadá                          | 3:48.30 | +10:34 |
| 27                | Steven Polanco      | DOM República Dominicana            | 3:48.30 | +10:34 |
| 28                | Clever Martínez     | VEN Venezuela                       | 3:48.30 | +10:34 |
| 29                | Luis Enrique López  | HON Honduras                        | 3:48.31 | +10:35 |
| 30                | Armando Camargo     | BRA Brasil                          | 3:48.31 | +10:35 |
| 31                | Walter Vargas       | COL Colômbia                        | 3:48.31 | +10:35 |
| 32                | Harold Tejada       | COL Colômbia                        | 3:48.37 | +10:41 |
| 33                | Brayan Sánchez      | COL Colômbia                        | 3:51.42 | +13:46 |
| 34                | Gabriel Rojas       | CRC Costa Rica                      | 3:55.11 | +17:15 |
|                   | Carson Mattern      | CAN Canadá                          | OTL     |        |
|                   | Alex Julajuj        | EAI Equipe de Atletas Independentes | OTL     |        |
|                   | Ricardo Peñas       | MEX México                          | DNF     |        |
|                   | Tomás Aguirre       | MEX México                          | DNF     |        |
|                   | Diego Rodríguez     | URU Uruguai                         | DNF     |        |
|                   | Jason Huertas       | CRC Costa Rica                      | DNF     |        |
|                   | José Luis Rodríguez | CHI Chile                           | DNF     |        |
|                   | Leonidas Novoa      | ECU Equador                         | DNF     |        |